# Telluraves
A telluraves (más néven szárazföldi madarak vagy fő szárazföldi madarak) a madarak 2013-ban definiált kládja, melynek tartalma jelenleg még kétséges. A genetikai vizsgálatok szerint a klád többfajta madárcsoportot is magába foglal, melyek között ott van a Australaves (verébalakúak, papagájalakúak, kígyászdarufélék és a Falco) ugyanúgy, mint az Afroaveshez tartozók (az Accipitrimorphae tagjai – sasok, ölyvformák, buteók, keselyűks stb. – bagolyalakúak és harkályfélék többek között). Úgy tűnik, ezek a nemrég létrehozott, az Aequornithes köré szerveződő újonnan definiált klád testvércsoportja.
Tekintve, hogy mind az Afroaves (Accipitrimorphae, bagolyalakúak) és az Australaves (kígyászdarualakúak, sólyomfélék) legmeghatározóbb tagjai húsevők, úgy gondolják, hogy a Telluraves utolsó közös őse valószínűleg ragadozó lehetett. Más kutatások szkeptikusak e tekintetben, és a növényevő strigogypst hozzák fel ellenpéldaként.